# زلقی
زلقی یا زلکی یکی از ۵ باب شاخه چهارلنگ از ایل بختیاری می‌باشد که از بزرگ‌ترین باب‌های بختیاری هم از لحاظ جمعیت و هم از لحاظ منطقه جغرافیایی و شامل ۵ طایفه و ۵۳ تیره است
محل سکونت ایل ذلکی در استان‌های لرستان، خوزستان، اصفهان، مرکزی، تهران شامل شهرهای: الیگودرز، ازنا، دورود، لالی، مسجدسلیمان، شوشتر، دزفول، اندیمشک، خمین، اراک، دلیجان، گلپایگان، قم، نجف آباد، خمینی شهر، ورامین، قرچک و … می‌باشد. همچنین طوایفی دیگر از ایل ذلکی که سال‌ها پیش مهاجرت کرده یا کوچانده شده‌اند، در استان‌های ایلام (طوایف کاید خورده و شوهان)، بوشهر و خراسان نیز سکونت دارند.
کلمه «ذلکی» در زبان پهلوی به معنای کمیاب و گرانبها می‌باشد.
ذلقی‌ها در دوره نادری به فرماندهی علیمراد خان لیرکی و آ احمد غیب اله وند معروف به آ احمد لر توانستند سپاه نادر را شکست داده، تاجگذاری نموده به نام خود سکه ضرب کنند که اسناد آن در سفرنامه دمورگان، کتاب تاریخ بختیاری سردار اسعد و … موجود است. ذلقی‌ها به کمک دیگر طوایف بختیاری توانستند در همدان سپاه روس را شکست بدهند. آنها همچنین مورد هجوم نیروهای رضا شاه پهلوی به فرماندهی گیگو ارمنی بودند که درگیری منجر به شکست نیروهای پهلوی گردید

## پراکندگی جغرافیایی
- ییلاق: استان لرستان و مرکزی و اصفهان
- قشلاق: استان خوزستان

در منطقه الیگودرز، بخش بزرگی از حوزه جغرافیایی این منطقه به نام بخش زلقی به عنوان سکونتگاه اصلی ایل زلقی نامگذاری شده است.

## تقسیمات ایلی
ایل ذلقی شامل ۵۳ تیره است :

دوزنی : 
۱. تاجمیری (خان)
۲. شاهمنصوری (توشمال)
۳. غیب اله وند (آ)
۴. رمِدوند
۵. غیبی وند
۶. جمالوند
۷. کاهگونی
۸. شُمسدیوند
۹. گانَر
۱۰. آهنگر
۱۱. شیخ گوشه
۱۲. شیخ بابا روزبه
۱۳. سادات مکدین
۱۴. ماندنی

هزارسی :
۱۵. اولاد
۱۶. ترپی
۱۷. لیرکی
۱۸. پِزی
۱۹. بیاوی
۲۰. مَفروش
۲۱. مدورک
۲۲. جوبازوند
۲۳. دراشگفتی
۲۴. شیخ ورگمت
۲۵. شیخ گرداب

بریم وند : 
۲۶. القاص وند
۲۸. مهلی وند
۲۹. غلام وند
۳۰. کوهکن
۳۱. حیدروند
۳۲. بلفایی

جاوند :

۳۳. خان
۳۴. سُهر سُهر
۳۵. شهکه وند
۳۶. چنگری
۳۷. عباس وند
۳۸. اسدوند
۳۹. قربان وند
۴۰. خمکاروند
۴۱. شیخ مومدحسن
۴۲. محمدرضا وند
۴۳. ارجنکی
۴۴. گیوه کش
۴۵. ایسوالی

چهارطایفه :
۴۶. چهاربری
۴۷. چپال
۴۸. میکور
۴۹. درکائدی
۵۰. سادات احمد فداله
۵۱. میانجایی
۵۲. هادلوند
۵۳. کلاوند